# Tetrix americana
Tetrix americana är en insektsart som beskrevs av Hancock, J.L. 1909. Tetrix americana ingår i släktet Tetrix och familjen torngräshoppor.

## Underarter
Arten delas in i följande underarter:
- T. a. americana
- T. a. dimorpha